# Sitatunga
El sitatunga (Tragelaphus spekii) és un antílop que viu en aiguamolls de l'Àfrica central. Se'l troba a la República del Congo, a la República Democràtica del Congo, el Camerun i parts del Sudan del Sud, així com Botswana, Zàmbia, el Gabon, Tanzània, Uganda i Kenya.